# Royal Selangor Golf Club

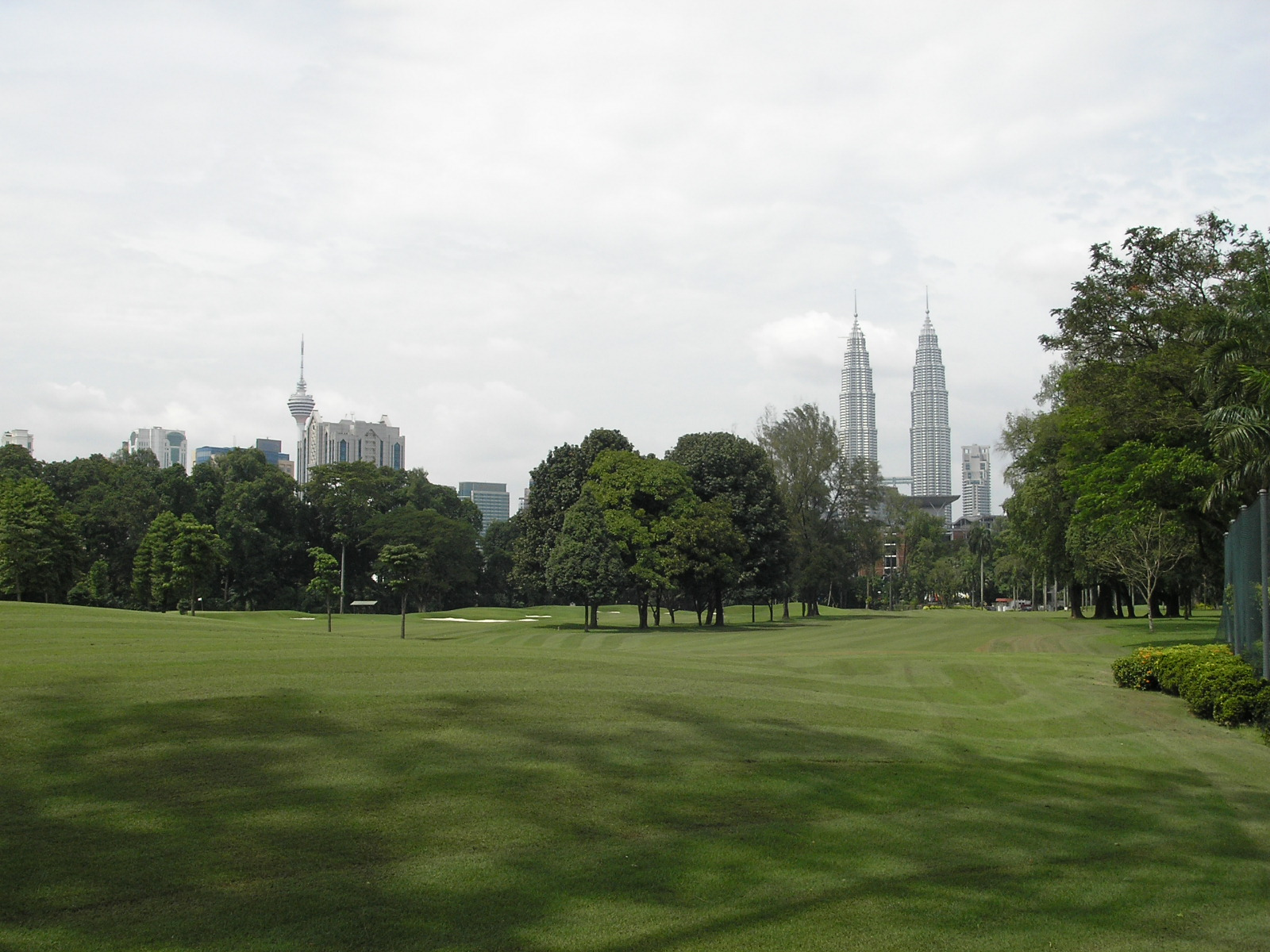

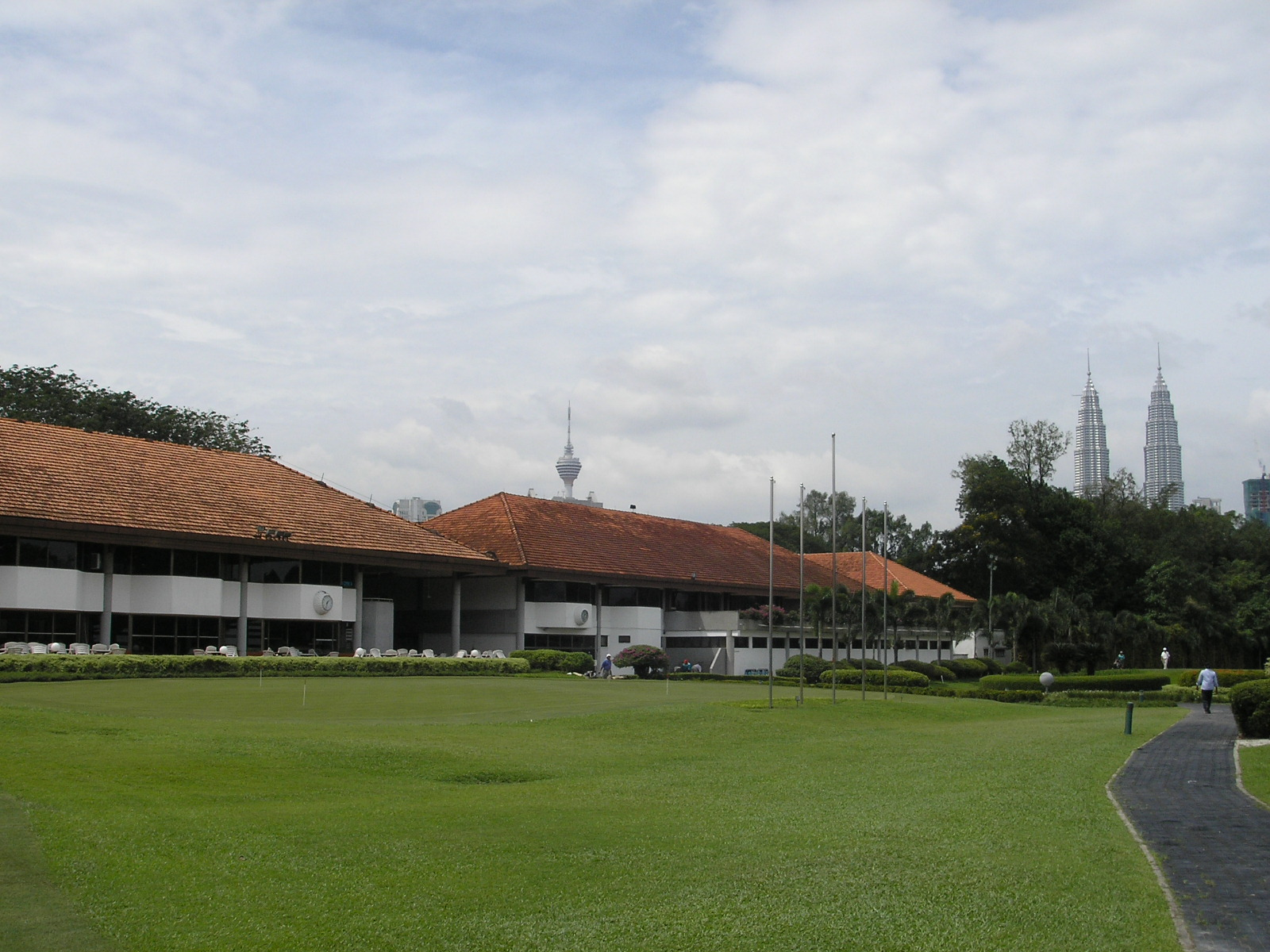

De Royal Selangor Golf Club is de oudste golfclub van Maleisië.

## Geschiedenis
In 1893, toen Kuala Lumpur nog maar een kleine township was, lag er in het openbare park al een 5-holes golfbaan. In 1893 werd de eerste golfclub opgericht. Er werd besloten om niet de bestaande baan over te nemen maar een eigen baan aan te leggen in Petaling Hill.
De gebroeders Clam en John Glassford en de magistraat van Selangor zorgden hiervoor. Op 21 augustus 1893 werd de club al geopend, hoewel het clubhuis pas in 1894 klaar was. De contributie moest maandelijks worden betaald.
In 1918 kreeg de club van de overheid te horen dat zij moesten verhuizen, maar de kosten werden gedragen door de overheid, die ook nog een extra 18 holesbaan beloofde aan te leggen. Pateling Hill werd een openbaar park. De golfclub had inmiddels 250 leden. In 1921 was het nieuwe clubhuis klaar en een 9 holesbaan. In 1922 was de hele 18 holesbaan klaar en werden er ook acht tennisbanen aangelegd. De tweede 18 holesbaan werd in 1931 geopend.
Tijdens de Tweede Wereldoorlog gebruikte de Japanse bezetter de golfclub als militaire school. Er kwam een klein vliegveld en er kwamen plantages met tapioca en bananenbomen.
Na de oorlog werd de baan gerestaureerd en in 1953 werd het zwembad aangelegd met een Frank Lloyd-paviljoen erbij. Het ledental was tot 1800 gegroeid en het 50-jarig bestaan van de club werd gevierd.
In 1963 kreeg de club het predicaat Koninklijk.
In 2005 is besloten de twee 18 holesbanen en de korte baan te revitaliseren. Dit project is inmiddels afgerond.

## Het clubhuis
Het clubhuis van 1921 is nog steeds de basis van het huidige clubhuis, maar er is veel veranderd. In 1974 werd er een verdieping opgezet, zodat er een restaurant kon komen. Enkele jaren later werden er kleedkamers aangebouwd en kwam er een nieuwe bar. De administratie is onlangs in een ander gebouw ondergebracht.

## Toernooien
In 1961 werd het eerste internationale toernooi op Selangor georganiseerd: de eerste editie van de Putra Cup. Landenteams van Burma, Hong Kong, Indonesië, Maleisië, Singapore, Thailand en Vietnam deden mee.
In 1962 werd het eerste Maleisisch Open georganiseerd. O.a. in 1994 en 2002 kwam het toernooi terug, sinds 1999 maakt het ook deel uit van de Europese PGA Tour. 
 In 1978 werd het 5de Colgate Far East Open van de Amerikaanse Ladies Tour (LPGA) hier gewonnen door Amerikaanse Nancy Lopez.

In 1992 werd de eerste editie van de Fairway Masters op Selangor gespeeld. Tegenwoordig heet dit toernooi de Dunhill Malaysian Masters.